# Paul Dudouit
Pour les articles homonymes, voir Dudouit.
Paul Félix Dudouit né à Paris le 24 août 1887 et mort à Nanterre le 12 octobre 1962 est un sculpteur français.

## Biographie
Paul Dudouit est élève de Paul Gasq, Antonin Mercié, Paul Dubois et Jean Boucher aux Beaux-Arts de Paris. Sociétaire du Salon des artistes français, il y obtient une mention honorable en 1921. 
Il est 2e second grand prix de Rome de sculpture en 1921 pour Les Fiançailles.